# Dinotrema rotatum
Dinotrema rotatum är en stekelart som först beskrevs av Fischer 1978.  Dinotrema rotatum ingår i släktet Dinotrema och familjen bracksteklar. Inga underarter finns listade i Catalogue of Life.